# 尼尔斯·亨里克森
尼尔斯·亨里克森（丹麥語：Niels Henriksen，1966年2月4日—），丹麦男子赛艇运动员。他曾代表丹麦参加1996年夏季奥林匹克运动会赛艇比赛，获得男子轻量级四人单桨无舵手金牌。